# José Gayoso
José Gayoso est un physicien, syndicaliste et poète français né le 3 mai 1938 à Alforja en Catalogne et mort le 24 juin 2020 à Rouen. Il était spécialiste de chimie quantique.

## Biographie
Issu d'une famille de républicains espagnols, fils de militants anarcho-syndicalistes exilés en France depuis la Retirada, José Gayoso grandit en France. 
Après des études scientifiques, il devient professeur de physico-chimie quantique à la Faculté des sciences d'Alger de 1966 à 1984, puis à la Faculté des sciences de Rouen de 1984 à 2008. Il a dirigé notamment la thèse de doctorat de Saïd Kimri en 1994, ainsi que celle de Nabil Joudieh en 1998. 
Il est militant au sein d'Attac Rouen, ainsi que membre du conseil scientifique d'Attac France, et apporte aussi son soutien à l'association Anticor. Il a publié par ailleurs un certain nombre de recueils de poésie.
José Gayoso décède d'un cancer le 24 juin 2020 à l'hôpital Charles Nicolle de Rouen.

## Publications scientifiques
- Contribution aux méthodes empiriques et semi-empiriques de la chimie quantique, thèse de doctorat de sciences physiques, Université de Paris, 1973[7].
- Contribution au problème de l’autocohérence dans le cadre de Hückel, Société de chimie physique, 1974[8].
- Sur une tentative d'unification des théories quantiques de la cancérisation par les polyacènes, International journal of quantum chemistry, 1990[9].
- Émergence, complexité et dialectique : sur les systèmes dynamiques non linéaires, avec Lucien Sève, Roland Charlionet, Philippe Gascuel, coordonné par Janine Guespin-Michel, Paris, Odile Jacob, 2005[10].

## Publications poétiques
- L'homme habitable, Honfleur, P. J. Oswald, 1968.
- Poèmes, Cahiers de Saint-Germain-des-Prés, 1976.
- Nocturnes des asphodèles et de la grand mare, éditions Librairie Galerie Racine, 2013[11].